# ФК «Трактор» Сталинград в сезоне 1940
Сезон 1940 — 5-й сезон для ФК «Трактор» в турнирах союзного уровня и третий в главном дивизионе чемпионата СССР — группе «А».

## Хронология событий

«Трактор». 1940 год. Слева направо: Ходотов, Матвеев, Колесников, Пономарёв, Усов, Терентьев, Ливенцев, Тяжлов, Серов, Григорьев, Проворнов, Борисов, Рудин, Сапронов, Беликов, Иванов, Покровский, Яновский, Ермасов.

### Подготовка к сезону
В межсезонье в клуб пришли два футболиста, сумевших закрепиться в основе: вратарь Василий Ермасов (в сезоне 1937 выступал за сталинградский «Металлург») и нападающий Иван Серов из «Спартака» (Харьков). Ещё двух футболистов, прибывших из днепропетровской «Стали», защитника Николая Каткова и нападающего Ханона Динера, «Трактору» не позволили заявить на волне кампании против «переманивания физкультурников».
Команда приступила к ежедневным тренировкам 25 февраля. 11 марта отправилась на сбор в Евпаторию, на неделю-две раньше других клубов. Такой ранний отъезд был обусловлен тем, что в сезоне 1939 поздний предсезонный сбор, возможно, был одной из причин серии поражений на финише чемпионата.
Руководство Сталинградского тракторного завода не объявляло публично задачу на сезон, неофициально же от команды ждали борьбы за первое место.
На стадионе «Трактор» к старту чемпионата была построена новая трибуна, увеличившая общую вместимость с 15 до 20 тысяч зрителей.
Рабочих тракторного завода обеспечили сезонными абонементами. Также была разработана тарифная сетка для продажи билетов: на трибуны — от трёх до пяти рублей, входные — по два. Льготные (для школьников и красноармейцев) в весьма ограниченном количестве шли по пятьдесят копеек. Членам спортобщества «Трактор» на лучшую трибуну уступали за три рубля, входные — по рублю. В одни руки продавали не более трёх билетов.

### Чемпионат СССР. Первый круг

#### Первые туры. 7 очков из 12 возможных
Вратари «Трактора» в первых матчах играли по очереди: Усов в нечётных матчах, Ермасов — в чётных.
Матч с ЦДКА команда провела на равных, а на фоне «Спартака» выглядела слабее. Ничью для «Трактора» заработал Пономарёв: получив мяч на ход, обыграл двух защитников и точно ударил в нижний угол.
Первый тайм матча с ленинградским «Динамо» сталинградцы сыграл слабо. Первый мяч в ворота Усова влетел от груди своего защитника. Пономарёв пытался подключать к атакам левого крайнего Яновского, но дебютант постоянно терял мяч. В перерыве Яновского заменил Проценко, «Трактор» отыграл два гола, но на 69-й минуте защитник Беликов в попытке выбить мяч ударом через себя эффектно вколотил его в угол собственных ворот.
В матче с «Зенитом», которому «Трактор» за предыдущие полтора года проиграл пять раз, тренер Юрий Ходотов сделал ставку на левый фланг, поставив рядом с Проворновым играть Проценко. Он и открыл счёт, обведя защитника. Ермасов ошибался на выходах, и однажды только неточный удар по пустым воротам помешал «Зениту» сравнять счёт. Во втором тайме Проворнов подал угловой точно на голову Серова, который был точен — 2:0..
В пятом матче Ливенцев мог бы принести «Трактору» победу над московским «Динамо», но пробил пенальти в перекладину.

#### Июньские поражения. Отставка Ходотова
Начиная с девятого матча, в составе «Трактора» прекратилось чередование вратарей, Василий Ермасов стал основным первым номером.
Домашний матч против киевского «Динамо» судил сталинградский арбитр Павел Мальцев. Он назначил в ворота «Трактора» пенальти, с которого киевляне забили второй гол.
В 12-м матче в Тбилиси Александр Пономарёв устроил личный реванш «Динамо», в матче с которым в 1939 году был удален. Пономарёв забил первый гол головой (что делал крайне редко), а второй — таким сильным ударом, что вратарь Ткебучава не удержал мяч в руках.
Результат 13-го матча «Трактора» впоследствии был аннулирован (а матч признан товарищеским) из-за снятия соперника с чемпионата. Сталинградцы выиграли у тбилисского «Локомотива», несмотря на удаление в первом тайме защитника Тяжлова. Единственный гол на 60-й минуте забил Пономарёв.
Первый круг «Трактор» завершил на 9-м месте. Руководство Тракторного завода поспешно отправило в отставку тренера Юрия Ходотова, проработавшего в команде два с половиной сезона. На место Ходотова был назначен старший инструктор заводского спортивного общества Михаил Кириллов.

### Чемпионат СССР. Второй круг

#### Матчи августа. Скандал с «Локомотивом»
Четвёртый в сезоне матч «Трактор» выиграл на выезде, у ленинградского «Динамо», завершившего первый круг в лидерах. «Гости играли в первом тайме блестяще во всех линиях», сообщала газета «Красный спорт». Пономарёв открыл счёт, выйдя один на один после ошибки защитников. Сапронов увеличил преимущество верхним ударом с близкого расстояния. Третий гол Пономарёв забил, перехватив мяч, посланный защитником «Динамо» вратарю.
В 15-м матче «Трактор» сыграл с «Зенитом» от обороны. Ленинградцы сравняли счёт с пенальти, назначенного в концовке игры.
25 августа «Трактор» дома выиграл скандальный матч у московского «Локомотива» со счётом 2:1. Проценко открыл счет на 10-й минуте. На 65-й минуте арбитр матча сталинградец Мальцев удалил Проценко и москвича Степанова за обоюдную грубость. На 68-й минуте Ливенцев забил с пенальти, который тренеры «Локомотива» посчитали надуманным. Москвичи подали протест, результат матча был аннулирован два месяца спустя.
Практика назначения домашних арбитров была обычной в предыдущих чемпионатах, в 1940 году таких случаев стало меньше, но не менее 14 матчей были обслужены местными судьями и один матч — гостевым («Торпедо» — «Динамо» (Киев)).
Павел Мальцев периодически судил игры «Трактора» с 1936 года, не раз удаляя игроков «своей» команды и назначая в её ворота пенальти.

#### Матчи сентября. Вторая серия поражений
В матче с ЦДКА при счёте 0:0 Ливенцев не забил пенальти, второй раз за сезон.
За 4 матча до конца чемпионата «Трактор» опустился на 11-е место.

#### Победы на финише. Отнятое у Тбилиси чемпионство
В 23 матче против московского «Спартака», при 65 000 зрителей, сильнее оказались сталинградцы: 2:1.
В переигровке скандального матча против «Локомотива» на два гола москвичей, «трактористы» ответили четырьмя — дублем отметились Александр Пономарёв и Виктор Матвеев.
В 24 матче «Трактор» дома принимал «Динамо» (Тбилиси). В последний момент перед матчем, приказом «сверху» судьей был назначен местный арбитр Павел Мальцев.
Гости начало резво, и в середине тайма после фирменного прохода через половину поля неотразимо пробил Борис Пайчадзе. В начале второго Александр Пономарёв счёт сравнял. Через несколько минут «Трактор» забил весьма сомнительный гол, на который динамовцы подали протест. Сталинградский корреспондент «Красного спорта» Белов работу земляка не комментировал. «По мнению тбилисцев, — писал он, — второй гол был забит из офсайда». Многотиражка «Даешь трактор» мотив протеста объяснила: «Тбилисцы опротестовали матч, считая, что перед вторым голом мяч выходил за черту и подан был в центр из аута». Эту версию подтвердил и наблюдавший за игрой корреспондент тбилисской газеты «Заря Востока»: «Разбор протеста — 10 ноября». Но комитет действовал последовательно — протест отклонил. Последствия для тбилисцев результат сталинградского матча имел трагические. Московское «Динамо» получив двухочковую фору, выиграло чемпионат.
В последнем матче сезона сталинградцы не без труда одолели «Динамо» (Киев). По результатам чемпионата «Трактор» занял седьмое место.

## Форма
Основная форма: футболки голубые с белой и тёмно-синей поперечными полосами, трусы белые с синей каймой.

## Тренерский штаб
- Юрий Ходотов — старший тренер (до июля).
- Михаил Кириллов (по другим данным В. П. Кириллов) — старший тренер (с июля).

## Состав
| Игрок               | Год рождения | Бывший клуб              |         |         |         |
| Вратари             | Вратари      | Вратари                  | Вратари | Вратари | Вратари |
| ------------------- | ------------ | ------------------------ | ------- | ------- | ------- |
| Василий Ермасов     | 1913         | «Металлург» (Сталинград) |         |         |         |
| Аркадий Усов        | 1914         |                          |         |         |         |
| Защитники           |              |                          |         |         |         |
| Константин Беликов  | 1909         | «Динамо» (Сталинград)    |         |         |         |
| Егор Борисов        | 1915         |                          |         |         |         |
| Георгий Иванов      | 1912         |                          |         |         |         |
| Виктор Матвеев      | 1915         | «Металлург» (Сталинград) |         |         |         |
| Иван Тяжлов         | 1910         |                          |         |         |         |
| Полузащитники       |              |                          |         |         |         |
| Александр Григорьев | 1914         | «Металлург» (Сталинград) |         |         |         |
| Сергей Колесников   | 1907         | «Динамо» (Сталинград)    |         |         |         |
| Николай Покровский  | 1911         | «Динамо» (Сталинград)    |         |         |         |
| Александр Рудин     | 1914         | «Металлург» (Сталинград) |         |         |         |
| Нападающие          |              |                          |         |         |         |
| Валентин Ливенцев   | 1914         | «Спартак» (Москва)       |         |         |         |
| Александр Пономарёв | 1918         | «Спартак» (Харьков)      |         |         |         |
| Василий Проворнов   | 1915         | «Сталинец» (Москва)      |         |         |         |
| Сергей Проценко     | 1912         | «Металлург» (Сталинград) |         |         |         |
| Александр Сапронов  | 1915         |                          |         |         |         |
| Иван Серов          | 1915         | «Спартак» (Харьков)      |         |         |         |
| Борис Терентьев     | 1906         | «Стахановец» (Сталино)   |         |         |         |
| Михаил Яновский     | 1915         | «Сталь» (Днепропетровск) |         |         |         |

## Трансферы
| Позиция | Игрок               | Клуб                     |
| ------- | ------------------- | ------------------------ |
| Вр      | Василий Ермасов     | «Металлург» (Сталинград) |
| Защ     | Егор Борисов        |                          |
| ПЗ      | Александр Григорьев | «Металлург» (Сталинград) |
| Нап     | Иван Серов          | «Спартак» (Харьков)      |
| Нап     | Михаил Яновский     | «Сталь» (Днепропетровск) |

| Позиция | Игрок              | Клуб                       |
| ------- | ------------------ | -------------------------- |
| Вр      | Анатолий Копылов   |                            |
| ПЗ      | Борис Сиротин      | «Судостроитель» (Николаев) |
| Нап     | Константин Балясов | «Динамо» (Минск)           |

## Матчи
− Победа
 − Ничья
 − Поражение

### Товарищеские матчи
| 1940 Предсезонный | «Торпедо» (Москва) | 0:0 | «Трактор» | Батуми |

| 1940 Предсезонный | «Динамо» (Батуми) | 1:2 | «Трактор» | Батуми |

| 1940 Предсезонный | «Локомотив» (Тбилиси) | 1:1 | «Трактор» | Тбилиси |
|                   | 1:1 ?                 |     | 0:1 ?     |         |

| 1940 Предсезонный | «Динамо» (Сталинград) | 0:2 | «Трактор» |  |

| 1940-07-18 | Сборная Москвы | 6:0 | «Трактор» | Москва          |
| |                |     |           | Стадион: Динамо |
| Сборная Москвы: А.Акимов, Вас.Соколов, К.Лясковский, Н.Ильин, Ан.Старостин, К.Малинин, П.Корнилов, А.Соколов, Г.Федотов, С.Капелькин, С.Соловьёв. |                |     |           |                 |

| 1940-07-23 | Сборная Смоленска | 2:5 | «Трактор» | Смоленск |

| 1940-07-27 | «Торпедо» (Горький) | 2:0 | «Трактор» |  |

| 1940-11-25 Послесезонный | Сборная Астрахани | 1:6 | «Трактор»                                     | Астрахань           |
|                          |                   |     | Сергей Проценко - 2 · Александр Пономарёв - 4 | Стадион: им. Кирова |

### Чемпионат СССР

#### Первый круг
| 1940-05-2 1 матч | «Трактор»               | 1:1      | ЦДКА (Москва)          | Сталинград                                                                  |
| | 1:1 Сергей Проценко 40′ | Протокол | 0:1 Алексей Гринин 28′ | Стадион: Трактор Зрителей: 10 000 Судья: Александр Щелчков (Ростов-на-Дону) |
| «Трактор»: Усов, Тяжлов, Григорьев, Беликов, Покровский, Иванов, Ливенцев (Сапронов), Рудин, Пономарёв, Проворнов, Проценко. ЦДКА (Москва): Никаноров, Базовой, Пинаичев, Шлычков, Виноградов, Калинин, Гринин, Николаев, Федотов, Орехов, Федосеев. |                         |          |                        |                                                                             |

| 1940-05-6 2 матч | «Трактор»                   | 1:1      | «Спартак» (Москва)      | Сталинград                                                                  |
| | 1:0 Александр Пономарёв 38′ | Протокол | 1:1 Алексей Соколов 50′ | Стадион: Трактор Зрителей: 20 000 Судья: Александр Щелчков (Ростов-на-Дону) |
| «Трактор»: Ермасов, Ливенцев, Рудин, Беликов, Иванов, Покровский, Сапронов, Терентьев, Пономарёв, Проворнов, Проценко. «Спартак» (Москва): Акимов, Вик.Соколов, Вас.Соколов, Тучков, Старостин, Михайлов (Гуляев), Глазков, Степанов, Семёнов, А.Соколов, Корнилов. |                             |          |                         |                                                                             |

| 1940-05-14 3 матч | «Трактор»                                                      | 2:3      | «Динамо» (Ленинград)                                                                      | Сталинград                                                    |
| | 1:2 Валентин Ливенцев 49′ (пен.) · 2:2 Александр Пономарёв 51′ | Протокол | 0:1 Георгий Иванов 6′ (авт.) · 0:2 Евгений Улитин 13′ · 2:3 Константин Беликов 69′ (авт.) | Стадион: Трактор Зрителей: 7 000 Судья: Е.Стрепихеев (Москва) |
| «Трактор»: Усов, Беликов, Рудин, Борисов, Иванов, Покровский, Ливенцев, Серов, Пономарёв, Проворнов, Яновский (Проценко, 46). «Динамо» (Ленинград): Набутов, Забелин, Кузьмин, Сычёв, Вал.Фёдоров, Орешкин, Сазонов, Бизюков, Улитин, Викторов, Лотков. |                                                                |          |                                                                                           |                                                               |

| 1940-05-18 4 матч | «Трактор»                                    | 2:0      | «Зенит» (Ленинград) | Сталинград                                                 |
| | 1:0 Сергей Проценко 31′ · 2:0 Иван Серов 72′ | Протокол |                     | Стадион: Трактор Зрителей: 6 000 Судья: И.Розанов (Москва) |
| «Трактор»: Ермасов, Беликов, Покровский, Рудин, Г.Иванов, Ливенцев, Пономарёв, Серов, Проценко, Проворнов, Сапронов. · «Зенит» (Ленинград): Л.Иванов, Козинец, С.Медведев, Мишук, Бодров, Зябликов, Смагин, Ивин (Ларионов), Е.Шелагин, Смирнов, Одинцов. · Смирнов (82'). |                                              |          |                     |                                                            |

| 1940-05-24 5 матч | «Трактор» | 0:0      | «Динамо» (Москва) | Сталинград                                                                  |
| |           | Протокол |                   | Стадион: Трактор Зрителей: 12 000 Судья: Александр Щелчков (Ростов-на-Дону) |
| «Трактор»: Усов, Тяжлов, Беликов, Рудин, Иванов, Покровский, Сапронов (Серов, 46), Терентьев, Пономарёв, Проворнов, Ливенцев. · «Динамо» (Москва): Фокин, Радикорский, Станкевич, Лапшин, Чернышёв, Елисеев, Семичастный, Назаров, Соловьев, Дементьев, Ильин. · Нереализованный пенальти: Валентин Ливенцев (38', перекладина). |           |          |                   |                                                                             |

| 1940-05-29 6 матч | «Металлург» (Москва)    | 1:5      | «Трактор» | Москва                                                        |
| | 1:1 Алексей Абрамов 39′ | Протокол | 0:1 Василий Проворнов 37′ · 1:2 Иван Серов 55′ · 1:3 Александр Пономарёв 60′ · 1:4 Валентин Ливенцев 63′ · 1:5 Александр Пономарёв 66′ | Стадион: Сталинец Зрителей: 20 000 Судья: А.Богданов (Москва) |
| «Металлург» (Москва): Ефимов (Стогов), Громов, Киселёв, Карасёв, Алякринский, Папков, Коробко, А.Зайцев, Абрамов, Кузин, Митронов (Ступаков). «Трактор»: Ермасов, Тяжлов, Иванов, Беликов, Рудин, Григорьев, Серов, Терентьев, Пономарёв, Проворнов, Ливенцев (Проценко). |                         |          | |                                                               |

| 1940-06-3 7 матч | «Локомотив» (Москва)                                                     | 3:1      | «Трактор»                   | Москва                                                         |
| | 1:0 Василий Карцев 15′ · 2:0 Василий Карцев 29′ · 3:1 Василий Карцев 86′ | Протокол | 2:1 Александр Пономарёв 47′ | Стадион: Сталинец Зрителей: 8 000 Судья: В.Писарев (Ленинград) |
| «Локомотив» (Москва): Разумовский, Андреев, Гвоздков, Мошкаркин, Прохоров, Ильин, Беляков, Степанов, Карцев, Огурцов, Теренков (Киреев). «Трактор»: Усов, Борисов, Иванов, Беликов, Рудин, Покровский, Серов, Терентьев, Проценко (Пономарёв), Проворнов, Ливенцев. |                                                                          |          |                             |                                                                |

| 1940-06-9 8 матч | «Крылья Советов» (Москва) | 1:0      | «Трактор» | Москва                                                          |
| | 1:0 Василий Пономарёв 50′ | Протокол |           | Стадион: Сталинец Зрителей: 10 000 Судья: В.Быстров (Ленинград) |
| «Крылья Советов» (Москва): Архаров, Родионов, Чернов, Ржевцев, Новиков, Ильичёв, Ратников, В.Пономарёв, Осминкин, Егоров, Енушков. «Трактор»: Ермасов, Беликов, Тяжлов, Рудин, Григорьев (Иванов), Покровский, Сапронов, Терентьев, А.Пономарёв, Проворнов, Проценко. |                           |          |           |                                                                 |

| 1940-06-16 9 матч | «Торпедо» (Москва)                                  | 2:1      | «Трактор»                   | Москва                                                           |
| | 1:0 Георгий Жарков 9′ · 2:0 Константин Рязанцев 25′ | Протокол | 2:1 Александр Пономарёв 42′ | Стадион: Динамо Зрителей: 20 000 Судья: Николай Усов (Ленинград) |
| «Торпедо» (Москва): Виноградов, Поляков, Орлов, Рёмин, Кочетков, Морозов, Каричев, Рязанцев, Жарков, Петров, Щербаков. «Трактор»: Ермасов, Беликов, Тяжлов, Рудин, Иванов, Покровский, Ливенцев, Серов (Проворнов, 46), Пономарёв, Терентьев, Проценко. |                                                     |          |                             |                                                                  |

| 1940-06-23 10 матч | «Трактор»                                                                               | 4:2      | «Стахановец» (Сталино)                            | Сталинград       |
| | 1:0 Сергей Проценко 5′ · Сергей Проценко · Александр Пономарёв · 4:1 Александр Сапронов | Протокол | Николай Кононенко 6′ · Григорий Балаба 55′ (пен.) | Стадион: Трактор |
| «Трактор»: Ермасов, Беликов, Колесников, Рудин, Покровский, Ливенцев, Сапронов, Пономарёв, Проворнов (Терентьев), Проценко. «Стахановец» (Сталино): Кулинченко, Мазанов, Бикезин, Красюк, Кузнецов, Устинов, Балаба, Путятов, Кононенко, Яковлев, Сысоенко. |                                                                                         |          |                                                   |                  |

| 1940-06-27 11 матч | «Трактор» | 0:2      | «Динамо» (Киев)                                             | Сталинград                                                          |
| |           | Протокол | 0:1 Константин Щегодский 55′ · 0:2 Павел Комаров 62′ (пен.) | Стадион: Трактор Зрителей: 10 000 Судья: Павел Мальцев (Сталинград) |
| «Трактор»: Усов, Беликов, Матвеев, Рудин, Григорьев, Покровский, Ливенцев, Серов, Пономарёв, Проворнов, Проценко. «Динамо» (Киев): Идзковский, Савицкий, Махиня, Гребер, Фесенко, Афанасьев, Балакин, Лайко, Щегодский, Комаров, Онищенко. |           |          |                                                             |                                                                     |

| 1940-07-6 12 матч | «Динамо» (Тбилиси)                               | 2:2      | «Трактор»                                             | Тбилиси                                                                    |
| | 1:2 Виктор Панюков 48′ · 2:2 Виктор Бережной 74′ | Протокол | 0:1 Александр Пономарёв 12′ · 0:2 Сергей Проценко 41′ | Стадион: Динамо им. Л.П.Берии Зрителей: 35 000 Судья: Е.Степихеев (Москва) |
| «Динамо» (Тбилиси): Ткебучава, Шавгулидзе, Кикнадзе, Джорбенадзе, Фролов, Гагуа, Гавашели, Бережной, Пайчадзе, Панюков, Джорджикия. «Трактор»: Ермасов, Беликов, Тяжлов, Рудин, Иванов, Покровский, Ливенцев, Яновский, Пономарёв, Проворнов, Проценко. |                                                  |          |                                                       |                                                                            |

| 1940-07-12 13 матч Аннулирован | «Локомотив» (Тбилиси) | 0:1      | «Трактор»                   | Тбилиси                                                    |
| |                       | Протокол | 0:1 Александр Пономарёв 60′ | Стадион: Динамо им. Л.П.Берии Судья: К.Кравченко (Тбилиси) |
| «Локомотив» (Тбилиси): Иоселиани, Минджия, Центерадзе (Кинцурейшвили), Гвинишвили, Чхатарашвили, Чередниченко, Имнадзе, Лобжанидзе, Лоладзе, Вл.Бердзенишвили, Апридонидзе. · «Трактор»: Ермасов, Беликов, Тяжлов, Рудин, Иванов, Покровский, Ливенцев, Яновский, Пономарёв, Проворнов, Проценко. · Тяжлов. |                       |          |                             |                                                            |

#### Второй круг
| 1940-08-2 14 матч | «Динамо» (Ленинград)             | 1:3      | «Трактор»                                                                              | Ленинград                                                           |
| | 1:3 Александр Фёдоров 67′ (пен.) | Протокол | 0:1 Александр Пономарёв 15′ · 0:2 Александр Сапронов 22′ · 0:3 Александр Пономарёв 40′ | Стадион: им. В.И.Ленина Зрителей: 30 000 Судья: А.Богданов (Москва) |
| «Динамо» (Ленинград): Набутов (Василенко, 46), Ошенков, Сычёв, Вал.Фёдоров, Забелин, Вик.Фёдоров, Сазонов, Бизюков, А.Фёдоров, Улитин, Быков. «Трактор»: Ермасов, Беликов, Тяжлов, Рудин, Григорьев, Покровский, Ливенцев, Серов, Пономарёв, Сапронов, Проценко. |                                  |          |                                                                                        |                                                                     |

| 1940-08-7 15 матч | «Зенит» (Ленинград)          | 1:1      | «Трактор»          | Ленинград                                                            |
| | 1:1 Виктор Бодров 90′ (пен.) | Протокол | 0:1 Иван Серов 77′ | Стадион: им. В.И.Ленина Зрителей: 5 000 Судья: Е.Стрепихеев (Москва) |
| «Зенит» (Ленинград): Л.Иванов, Г.Медведев, С.Медведев, Белов, Лебедев, Бодров, Шимаев, Смагин, Е.Шелагин, В.Шелагин, Степанов. «Трактор»: Ермасов, Беликов, Тяжлов, Рудин, Г.Иванов, Покровский, Ливенцев, Серов, Яновский, Проворнов, Проценко. |                              |          |                    |                                                                      |

| 1940-08-19 16 матч | «Трактор» | 0:0      | «Металлург» (Москва) | Сталинград                                                    |
| |           | Протокол |                      | Стадион: Трактор Зрителей: 8 000 Судья: В.Быстров (Ленинград) |
| «Трактор»: Усов, Беликов, Тяжлов, Рудин, Матвеев, Покровский, Ливенцев, Серов, Пономарёв, Яновский, Проценко. «Металлург» (Москва): Ефимов, Громов, Коробко, Сиземов, Краузе, Кузин, Алякринский, А.Зайцев, Абрамов, Ступаков, Митронов. |           |          |                      |                                                               |

| 1940-08-25 17 матч Аннулирован | «Трактор»                                                  | 2:1      | «Локомотив» (Москва)   | Сталинград                                         |
| | 1:0 Сергей Проценко 13′ · 2:1 Валентин Ливенцев 68′ (пен.) | Протокол | 1:1 Василий Карцев 32′ | Стадион: Трактор Судья: Павел Мальцев (Сталинград) |
| «Трактор»: Ермасов, Беликов, Тяжлов, Рудин, Покровский, Григорьев, Ливенцев, Серов, Терентьев, Матвеев, Проценко. · «Локомотив» (Москва): Разумовский, Андреев, Гвоздков, Мошкаркин, Прохоров, Ильин, Киреев, Степанов, Карцев, Лысов, Теренков. · Проценко (65'), Степанов (65'). |                                                            |          |                        |                                                    |

| 1940-08-30 18 матч | «Трактор»                 | 1:2      | «Крылья Советов» (Москва)                             | Сталинград                                              |
| | 1:0 Валентин Ливенцев 15′ | Протокол | 1:1 Александр Синяков 20′ · 1:2 Василий Пономарёв 65′ | Стадион: Трактор Судья: Александр Тавельский (Куйбышев) |
| «Трактор»: Ермасов, Беликов, Тяжлов, Рудин, Иванов, Покровский, Ливенцев, Серов, А.Пономарёв, Яновский, Проценко. «Крылья Советов» (Москва): Архаров, Родионов, Карелин, Ржевцев, Новиков, Ильичев, В.Пономарёв, Синяков, Осминкин, Егоров, Енушков. |                           |          |                                                       |                                                         |

| 1940-09-5 19 матч | «Трактор»                 | 1:1      | «Торпедо» (Москва)         | Сталинград                       |
| | 1:1 Валентин Ливенцев 88′ | Протокол | 0:1 Александр Смоляков 65′ | Стадион: Трактор Зрителей: 6 000 |
| «Трактор»: Ермасов, Беликов, Тяжлов, Рудин, Матвеев, Григорьев, Ливенцев, Серов, Яновский, Проворнов, Проценко. «Торпедо» (Москва): Кочетов, Маслов, Орлов, Рёмин, Кочетков, Морозов, Каричев, Рязанцев, Смоляков, Петров, Жарков. |                           |          |                            |                                  |

| 1940-09-10 20 матч | «Стахановец» (Сталино)                                                 | 3:0      | «Трактор» | Сталино             |
| | 1:0 Антон Яковлев 33′ · 2:0 Иван Путятов 68′ · 3:0 Григорий Балаба 83′ | Протокол |           | Стадион: Стахановец |
| «Стахановец» (Сталино): Скрипченко, Мазанов, Бикезин, Кузнецов, Прийменко, Смагин, Балаба, Путятов, Кононенко, Яковлев, Несмеха. «Трактор»: Усов, Матвеев, Тяжлов, Рудин, Иванов, Покровский, Ливенцев, Проворнов, Пономарёв, Яновский (Терентьев), Проценко. |                                                                        |          |           |                     |

| 1940-09-25 21 матч | «Динамо» (Москва)                                                                   | 3:2      | «Трактор»                                             | Москва                                                                     |
| | 1:1 Михаил Семичастный 25′ · 2:1 Михаил Семичастный 27′ · 3:1 Алексей Пономарёв 63′ | Протокол | 1:0 Сергей Проценко 12′ · 3:2 Александр Пономарёв 67′ | Стадион: Динамо Зрителей: 40 000 Судья: Александр Щелчков (Ростов-на-Дону) |
| «Динамо» (Москва): Фокин, Радикорский, Станкевич, Качалин, Чернышёв, Палыска, Семичастный, Якушин, Соловьёв, Ал-й Пономарёв (Назаров, 80), Ильин. · «Трактор»: Ермасов, Беликов, Тяжлов, Рудин, Иванов, Покровский, Ливенцев, Серов, Проворнов (Ал-др Пономарёв, 46), Сапронов, Проценко. · Нереализованный пенальти: Сергей Ильин (70', штанга). |                                                                                     |          |                                                       |                                                                            |

| 1940-09-29 22 матч | ЦДКА (Москва)                                      | 2:0      | «Трактор» | Москва                                                      |
| | 1:0 Пётр Щербатенко 69′ · 2:0 Сергей Капелькин 70′ | Протокол |           | Стадион: Сталинец Зрителей: 9 000 Судья: Г.Грицюк (Харьков) |
| ЦДКА (Москва): Никаноров, Базовой, Пинаичев, Виноградов, Лясковский, Тарасов, Гринин, Щербатенко, Капелькин, Николаев, Федотов. · «Трактор»: Ермасов, Беликов, Тяжлов, Рудин, Иванов, Григорьев, Проворнов, Пономарёв, Сапронов, Проценко. · Нереализованный пенальти: Валентин Ливенцев (23', вратарь). |                                                    |          |           |                                                             |

| 1940-10-6 23 матч | «Спартак» (Москва)     | 1:2      | «Трактор»                                                  | Москва                                                                     |
| | 1:0 Виктор Семёнов 56′ | Протокол | 1:1 Николай Гуляев 75′ (авт.) · 1:2 Александр Сапронов 77′ | Стадион: Динамо Зрителей: 65 000 Судья: Александр Щелчков (Ростов-на-Дону) |
| «Спартак» (Москва): Акимов, Гуляев, Вас.Соколов, Малинин, Старостин, Тучков, Протасов, Степанов, Семёнов, А.Соколов, Корнилов. «Трактор»: Ермасов, Беликов, Тяжлов, Рудин, Иванов, Григорьев, Сапронов, Проворнов, Пономарёв, Яновский, Проценко. |                        |          |                                                            |                                                                            |

| 1940-10-20 17 матч Переигровка | «Трактор»                                                                                               | 4:2      | «Локомотив» (Москва)                         | Сталинград                                                                 |
| | 1:0 Александр Пономарёв 10′ · 2:2 Виктор Матвеев 58′ · 3:2 Виктор Матвеев 83′ · 4:2 Александр Пономарёв | Протокол | 1:1 Сергей Лысов 13′ · 1:2 Михаил Киреев 45′ | Стадион: Трактор Зрителей: 5 000 Судья: Александр Щелчков (Ростов-на-Дону) |
| «Трактор»: Ермасов, Беликов, Иванов, Тяжлов, Рудин, Ливенцев, Сапронов, Серов, Пономарёв, Проценко, Матвеев. «Локомотив» (Москва): Гранаткин, Андреев, Гвоздков, Крайнов, Прохоров, Ильин, Киреев, Огурцов, Лысов, Кондратьев, Теренков. | |          |                                              |                                                                            |

| 1940-10-27 24 матч | «Трактор»                                                 | 2:1      | «Динамо» (Тбилиси)     | Сталинград                                                          |
| | 1:1 Александр Пономарёв 48′ · 2:1 Александр Пономарёв 79′ | Протокол | 0:1 Борис Пайчадзе 28′ | Стадион: Трактор Зрителей: 10 000 Судья: Павел Мальцев (Сталинград) |
| «Трактор»: Ермасов, Беликов, Иванов, Тяжлов, Рудин, Григорьев, Сапронов, Проворнов, Пономарёв, Серов, Матвеев. «Динамо» (Тбилиси): Ткебучава, Пехлеваниди, Кикнадзе, Джорбенадзе, Фролов, Гагуа, Джеджелава, Панюков, Пайчадзе, Бережной, Джорджикия. |                                                           |          |                        |                                                                     |

| 1940-11-3 25 матч | «Динамо» (Киев)                                     | 2:3      | «Трактор»                                                                     | Киев                                        |
| | 1:1 Виктор Шиловский 7′ · 2:2 Александр Скоцень 28′ | Протокол | 0:1 Александр Сапронов 1′ · 1:2 Александр Рудин 23′ · 2:3 Сергей Проценко 48′ | Стадион: Динамо Судья: И.Привалов (Харьков) |
| «Динамо» (Киев): Идзковский, Клименко, Махиня, Кузьменко, Лифшиц, Комаров, Балакин, Качкин, Скоцень, Шиловский (Лайко), Калач. «Трактор»: Ермасов, Беликов, Ливенцев, Рудин, Григорьев, Покровский, Сапронов, Серов, Пономарёв, Матвеев, Проценко. |                                                     |          |                                                                               |                                             |

## Статистика

### Индивидуальная

#### Матчи и голы
| №. | Нац.      | Позиция | Игрок               | Всего | Всего | Чемпионат СССР | Чемпионат СССР |
| №. | Нац.      | Позиция | Игрок               | Игры  | Голы  | Игры           | Голы           |
| -- | --------- | ------- | ------------------- | ----- | ----- | -------------- | -------------- |
|    | Флаг СССР | Вр      | Василий Ермасов     | 17    | -25   | 17             | -25            |
|    | Флаг СССР | Вр      | Аркадий Усов        | 7     | -12   | 7              | -12            |
|    | Флаг СССР | Защ     | Константин Беликов  | 23    | 0     | 23             | 0              |
|    | Флаг СССР | Защ     | Георгий Иванов      | 18    | 0     | 18             | 0              |
|    | Флаг СССР | Защ     | Иван Тяжлов         | 17    | 0     | 17             | 0              |
|    | Флаг СССР | Защ     | Виктор Матвеев      | 7     | 2     | 7              | 2              |
|    | Флаг СССР | Защ     | Егор Борисов        | 2     | 0     | 2              | 0              |
|    | Флаг СССР | ПЗ      | Александр Рудин     | 24    | 1     | 24             | 1              |
|    | Флаг СССР | ПЗ      | Николай Покровский  | 18    | 0     | 18             | 0              |
|    | Флаг СССР | ПЗ      | Александр Григорьев | 10    | 0     | 10             | 0              |
|    | Флаг СССР | ПЗ      | Сергей Колесников   | 1     | 0     | 1              | 0              |
|    | Флаг СССР | Нап     | Александр Пономарёв | 22    | 15    | 22             | 15             |
|    | Флаг СССР | Нап     | Сергей Проценко     | 22    | 7     | 22             | 7              |
|    | Флаг СССР | Нап     | Валентин Ливенцев   | 21    | 4     | 21             | 4              |
|    | Флаг СССР | Нап     | Василий Проворнов   | 19    | 1     | 19             | 1              |
|    | Флаг СССР | Нап     | Иван Серов          | 16    | 3     | 16             | 3              |
|    | Флаг СССР | Нап     | Александр Сапронов  | 13    | 4     | 13             | 4              |
|    | Флаг СССР | Нап     | Михаил Яновский     | 8     | 0     | 8              | 0              |
|    | Флаг СССР | Нап     | Борис Терентьев     | 8     | 0     | 8              | 0              |

#### Бомбардиры
| Имя                 | Чемпионат СССР | Всего |
| ------------------- | -------------- | ----- |
| Александр Пономарёв | 15             | 15    |
| Сергей Проценко     | 7              | 7     |
| Александр Сапронов  | 4              | 4     |
| Валентин Ливенцев   | 4              | 4     |
| Иван Серов          | 3              | 3     |
| Виктор Матвеев      | 2              | 2     |
| Василий Проворнов   | 1              | 1     |
| Александр Рудин     | 1              | 1     |
| Автоголы соперника  | 1              | 1     |
| Итого               | 38             | 38    |

#### «Сухие» матчи
| Имя             | Чемпионат СССР | Всего |
| --------------- | -------------- | ----- |
| Аркадий Усов    | 2              | 2     |
| Василий Ермасов | 1              | 1     |
| Итого           | 3              | 3     |

Примечание: в данной таблице учитываются только полные матчи (без замен), в которых вратарь не пропустил голов.

### Командная

#### Турнирная таблица
| М  | Клуб                      | И  | В  | Н | П  | М     | ±М  | О  |
| -- | ------------------------- | -- | -- | - | -- | ----- | --- | -- |
| 1  | «Динамо» (Москва)         | 24 | 16 | 4 | 4  | 74−30 | +44 | 36 |
| 2  | «Динамо» (Тбилиси)        | 24 | 15 | 4 | 5  | 56−30 | +26 | 34 |
| 3  | «Спартак» (Москва)        | 24 | 13 | 5 | 6  | 54−35 | +19 | 31 |
| 4  | ЦДКА (Москва)             | 24 | 10 | 9 | 5  | 46−35 | +11 | 29 |
| 5  | «Динамо» (Ленинград)      | 24 | 11 | 5 | 8  | 47−44 | +3  | 27 |
| 6  | «Локомотив» (Москва)      | 24 | 10 | 5 | 9  | 36−52 | −16 | 25 |
| 7  | «Трактор» (Сталинград)    | 24 | 8  | 7 | 9  | 38−37 | +1  | 23 |
| 8  | «Динамо» (Киев)           | 24 | 6  | 9 | 9  | 32−49 | −17 | 21 |
| 9  | «Крылья Советов» (Москва) | 24 | 6  | 7 | 11 | 26−34 | −8  | 19 |
| 10 | «Зенит» (Ленинград)       | 24 | 6  | 6 | 12 | 37−42 | −5  | 18 |
| 11 | «Торпедо» (Москва)        | 24 | 6  | 6 | 12 | 36−50 | −14 | 18 |
| 12 | «Стахановец» (Сталино)    | 24 | 6  | 4 | 14 | 32−43 | −11 | 16 |
| 13 | «Металлург» (Москва)      | 24 | 5  | 5 | 14 | 37−70 | −33 | 15 |
| 14 | «Локомотив» (Тбилиси)     | 0  | 0  | 0 | 0  | 0−0   | 0   | 0  |

 Исключение из группы «А».
Примечание: турнир проводился в два круга, правила предусматривали 2 очка за победу, 1 за ничью, 0 за поражение.

#### Общая статистика
| Сыграно матчей                              | 24 (Чемпионат СССР)                                                      |
| Победы                                      | 8                                                                        |
| Ничьи                                       | 7                                                                        |
| Поражения                                   | 9                                                                        |
| Забито мячей                                | 38                                                                       |
| Пропущено мячей                             | 37                                                                       |
| Разница мячей                               | +1                                                                       |
| Пенальти: забитые/назначенные               | 1/3                                                                      |
| Пенальти соперника: пропущенные/назначенные | 4/5                                                                      |
| Предупреждения                              | ?                                                                        |
| Удаления                                    | ?                                                                        |
| Лучший счёт                                 | 5:1 (Г) против «Металлург» (Москва) — Чемпионат СССР, 29 мая 1940        |
| Худший счёт                                 | 0:3 (Г) против «Стахановец» (Сталино) — Чемпионат СССР, 10 сентября 1940 |
| «Сухие» матчи                               | 3                                                                        |
| Наибольшее число матчей                     | Александр Рудин (24 матча)                                               |
| Лучший бомбардир                            | Александр Пономарёв (15 голов)                                           |

Примечание: в данной таблице не учитываются результаты товарищеских матчей.

#### Общая статистика по турнирам
| Турнир         | И  | В | Н | П | ЗМ | ПМ | ±М | ЖК | КК | О              |
| -------------- | -- | - | - | - | -- | -- | -- | -- | -- | -------------- |
| Чемпионат СССР | 24 | 8 | 7 | 9 | 38 | 37 | +1 | ?  | ?  | 23/48 (47,9 %) |
| Всего          | 24 | 8 | 7 | 9 | 38 | 37 | +1 | ?  | ?  | 23/48 (47,9 %) |